# Campionati mondiali juniores di sci nordico 2023
I Campionati mondiali juniores di sci nordico 2023, 46ª edizione della manifestazione organizzata dalla Federazione internazionale sci e snowboard, si sono tenuti a Whistler, in Canada, dal 28 gennaio al 5 febbraio. Il programma ha incluso gare di combinata nordica, salto con gli sci e sci di fondo, tutte sia maschili sia femminili, e tre gare a squadre miste: una di combinata nordica, una di salto con gli sci e una, per la prima volta, di sci di fondo. In seguito all'invasione dell'Ucraina, gli atleti russi e bielorussi sono stati esclusi dalle competizioni.

## Assegnazione e impianti

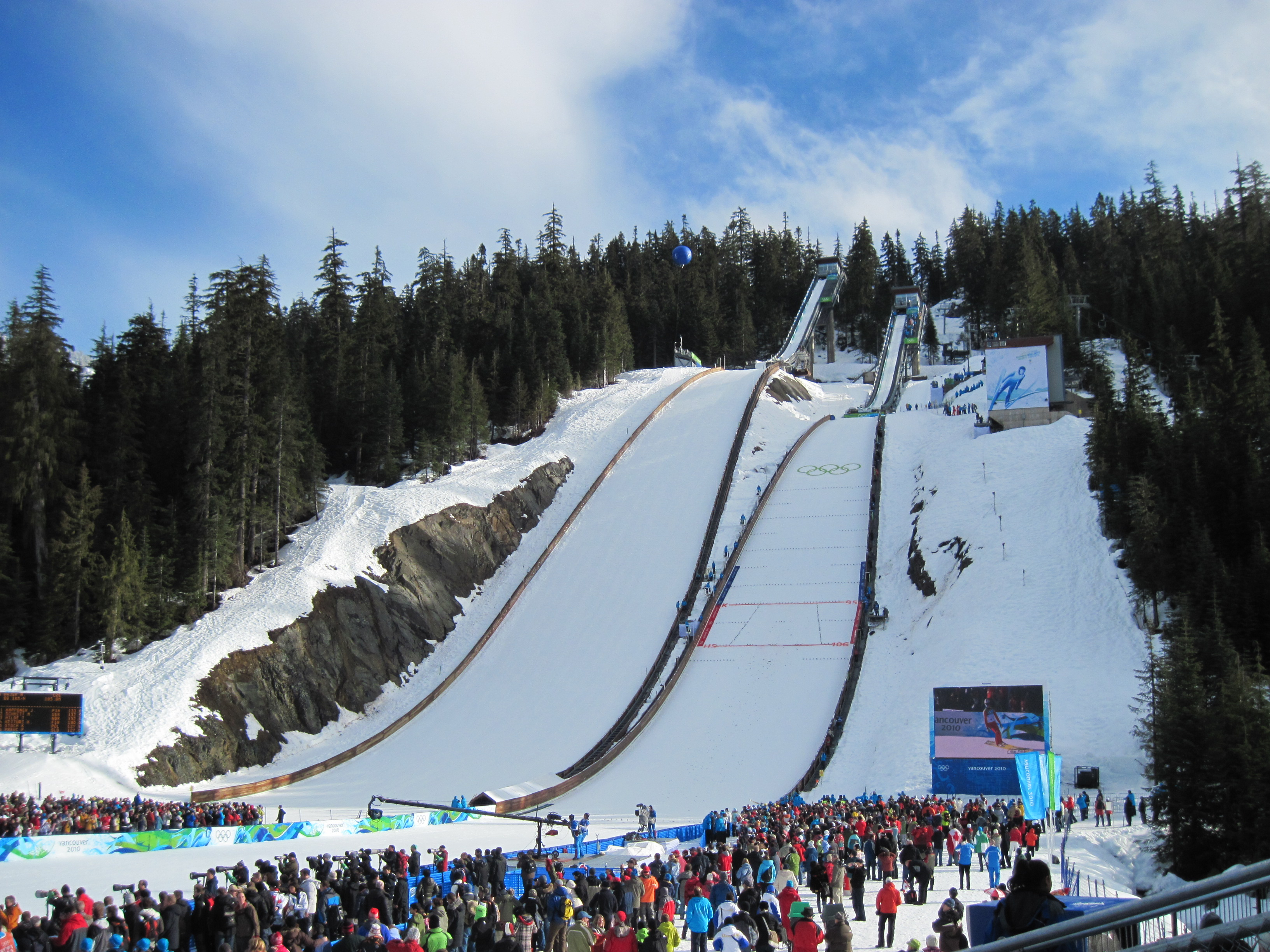
I trampolini Whistler Olympic Park Ski Jumps

Le gare si sono disputate nel Whistler Olympic Park, con il trampolino Whistler Olympic Park Ski Jumps HS104.

## Risultati

### Uomini

#### Combinata nordica

##### Trampolino normale
| Pos. | Atleta              | Nazione     | Tempo   |
| ---- | ------------------- | ----------- | ------- |
| 1    | Iacopo Bortolas     | Italia      | 25:59,2 |
| 2    | Tristan Sommerfeldt | Germania    | 26:02,5 |
| 3    | Paul Walcher        | Austria     | 26:09,1 |
| 4    | Eidar Johan Strøm   | Norvegia    | 26:12,0 |
| 5    | Niklas Malacinski   | Stati Uniti | 26:30,4 |
| 6    | Jiří Konvalinka     | Rep. Ceca   | 26:41,9 |
| 7    | Benedikt Gräbert    | Germania    | 26:48,0 |
| 8    | Richard Stenzel     | Germania    | 26:53,4 |
| 9    | Torje Seljeset      | Norvegia    | 26:54,2 |
| 10   | Atsushi Narita      | Giappone    | 26:58,7 |

Data: 3 febbraio

Formula di gara: Gundersen NH/10 km

1ª manche:

Ore: 11.30 (UTC-8)

Trampolino: Whistler Olympic Park Ski Jumps HS104

2ª manche:

Ore: 14.30 (UTC-8)

Distanza: 10 km

##### Gara a squadre
| Pos. | Nazione     | Atleti                                                                 | Tempo    |
| ---- | ----------- | ---------------------------------------------------------------------- | -------- |
| 1    | Germania    | Richard Stenzel Pepe Schula Benedikt Gräbert Tristan Sommerfeldt       | 50:17,8  |
| 2    | Norvegia    | Jens Dahlseide Kvamme Eidar Johan Strøm Torje Seljeset Andreas Ottesen | 50:20,07 |
| 3    | Austria     | Kilian Gütl Paul Walcher Samuel Lev Severin Reiter                     | 50:20,08 |
| 4    | Stati Uniti | Evan Nichols Carter Brubaker Caleb Zuckerman Niklas Malacinski         | 51:00,6  |
| 5    | Rep. Ceca   | Jan Šimek Radim Sudek Lukáš Doležal Jiří Konvalinka                    | 53:22,6  |
| 6    | Slovenia    | Urban Zajec Matija Zelnik Matic Garbajs Matic Hladnik                  | 53:54,4  |
| 7    | Polonia     | Andrzej Waliczek Kacper Jarząbek Miłosz Krzempek Grzegorz Mitręga      | 56:45,2  |

Data: 1º febbraio

Formula di gara: T NH/4x5 km

1ª manche:

Ore: 10.00 (UTC-8)

Trampolino: Whistler Olympic Park Ski Jumps HS104

2ª manche:

Ore: 14.00 (UTC-8)

Distanza: 4x5 km

#### Salto con gli sci

##### Trampolino normale
| Pos. | Atleta           | Nazione    | Punti |
| ---- | ---------------- | ---------- | ----- |
| 1    | Vilho Palosaari  | Finlandia  | 257,9 |
| 2    | Jonas Schuster   | Austria    | 257,3 |
| 3    | Jan Habdas       | Polonia    | 256,3 |
| 4    | Kacper Tomasiak  | Polonia    | 253,5 |
| 5    | Julijan Smid     | Austria    | 251,1 |
| 6    | Stephan Embacher | Austria    | 249,8 |
| 7    | Danil Vasil'ev   | Kazakistan | 246,9 |
| 8    | Remo Imhof       | Svizzera   | 239,2 |
| 9    | Marcin Wróbel    | Polonia    | 238,0 |
| 10   | Taj Ekart        | Slovenia   | 235,1 |

Data: 2 febbraio

Ore: 15.05 (UTC-8)

Trampolino: Whistler Olympic Park Ski Jumps HS104

##### Gara a squadre
| Pos. | Nazione     | Atleti                                                                         | Punti |
| ---- | ----------- | ------------------------------------------------------------------------------ | ----- |
| 1    | Austria     | Julijan Smid Louis Obersteiner Stephan Embacher Jonas Schuster                 | 972,5 |
| 2    | Polonia     | Marcin Wróbel Klemens Joniak Kacper Tomasiak Jan Habdas                        | 966,7 |
| 3    | Slovenia    | Taj Ekart Rok Masle Gorazd Završnik Maksim Bartolj                             | 925,8 |
| 4    | Finlandia   | Tomas Kuisma Kasperi Valto Tuomas Meis Vilho Palosaari                         | 920,8 |
| 5    | Germania    | Ben Bayer Julian Fussi Emanuel Schmid Sebastian Schwarz                        | 914,2 |
| 6    | Svizzera    | Lean Niederberger Yanick Wasser Juri Kesseli Remo Imhof                        | 870,1 |
| 7    | Norvegia    | Martin Tonby Opsahl Richard Selbekk-Hansen Isak Andreas Langmo Johannes Aardal | 855,1 |
| 8    | Giappone    | Kanta Suzuki Ritsuta Sugiyama Masaki Nakamura Asahi Sakano                     | 797,7 |
| 9    | Kazakistan  | Il'šat Kadyrov Magžan Amankeldyuly Svjatoslav Nazarenko Danil Vasil'ev         | 338,9 |
| 10   | Stati Uniti | Maxim Glivka Jason Colby Tate Frantz Erik Belshaw                              | 328,0 |

Data: 4 febbraio

Ore: 12.10 (UTC-8)

Trampolino: Whistler Olympic Park Ski Jumps HS104

#### Sci di fondo

##### 10 km
| Pos. | Atleta                   | Nazione   | Tempo   |
| ---- | ------------------------ | --------- | ------- |
| 1    | Niko Anttola             | Finlandia | 23:35,4 |
| 2    | Lars Heggen              | Norvegia  | 23:41,4 |
| 3    | Thomas Linnebo Mollestad | Norvegia  | 23:42,7 |
| 4    | Niclas Steiger           | Svizzera  | 23:47,6 |
| 5    | Elias Keck               | Germania  | 23:58,5 |
| 6    | Jørgen Nordhagen         | Norvegia  | 24:08,4 |
| 7    | Davide Ghio              | Italia    | 24:09,0 |
| 8    | Mathias Holbæk           | Norvegia  | 24:11,1 |
| 9    | Pierrick Cottier         | Svizzera  | 24:13,2 |
| 10   | Fabrizio Albasini        | Svizzera  | 24:17,5 |

Data: 2 febbraio

Ore: 12.00 (UTC-8)

Tecnica libera

##### 20 km
| Pos. | Atleta                | Nazione   | Tempo   |
| ---- | --------------------- | --------- | ------- |
| 1    | Mathias Holbæk        | Norvegia  | 53:05,7 |
| 2    | Niko Anttola          | Finlandia | 53:13,4 |
| 3    | Kristian Kollerud     | Norvegia  | 53:33,8 |
| 4    | Elias Keck            | Germania  | 53:37,4 |
| 5    | Davide Ghio           | Italia    | 53:37,8 |
| 6    | Simon Jung            | Germania  | 53:37,9 |
| 7    | Fabrizio Albasini     | Svizzera  | 53:39,0 |
| 8    | Lars Michael Bjertnæs | Norvegia  | 53:39,7 |
| 9    | Eero Rantala          | Finlandia | 53:40,7 |
| 10   | Lars Heggen           | Norvegia  | 53:41,3 |

Data: 30 gennaio

Ore: 12.30 (UTC-8)

Tecnica classica

Partenza in linea

##### Sprint
| Pos. | Atleta                 | Nazione   |
| ---- | ---------------------- | --------- |
| 1    | Anton Grahn            | Svezia    |
| 2    | Elias Danielsson       | Svezia    |
| 3    | Eero Rantala           | Finlandia |
| 4    | Mathias Holbæk         | Norvegia  |
| 5    | Casper Kvam Grindhagen | Norvegia  |
| 6    | Kristian Kollerud      | Norvegia  |
| 7    | Lars Heggen            | Norvegia  |
| 8    | Erik Bergström         | Svezia    |
| 9    | Ike Melnits            | Finlandia |
| 10   | Bernat Selles          | Spagna    |

Data: 28 gennaio

Qualificazioni:

Ore: (UTC-8)

Finale:

Ore: 12.30 (UTC-8)

Tecnica classica

### Donne

#### Combinata nordica

##### Trampolino normale
| Pos. | Atleta              | Nazione   | Tempo |
| ---- | ------------------- | --------- | ----- |
| 1    | Annika Sieff        | Italia    | 14:42 |
| 2    | Nathalie Armbruster | Germania  | 14:59 |
| 3    | Lisa Hirner         | Austria   | 15:24 |
| 4    | Annalena Slamik     | Austria   | 15:40 |
| 5    | Cindy Haasch        | Germania  | 16:21 |
| 6    | Trine Göpfert       | Germania  | 16:30 |
| 7    | Magdalena Burger    | Germania  | 16:38 |
| 8    | Hazuki Ikeda        | Giappone  | 16:44 |
| 9    | Minja Korhonen      | Finlandia | 17:26 |
| 10   | Ingrid Låte         | Norvegia  | 17:32 |

Data: 3 febbraio

Formula di gara: Gundersen NH/5 km

1ª manche:

Ore: 9.45 (UTC-8)

Trampolino: Whistler Olympic Park Ski Jumps HS104

2ª manche:

Ore: 13.30 (UTC-8)

Distanza: 5 km

#### Salto con gli sci

##### Trampolino normale
| Pos. | Atleta                     | Nazione   | Punti |
| ---- | -------------------------- | --------- | ----- |
| 1    | Alexandria Loutitt         | Canada    | 260,7 |
| 2    | Nika Prevc                 | Slovenia  | 245,8 |
| 3    | Julia Mühlbacher           | Austria   | 221,1 |
| 4    | Kurumi Ichinohe            | Giappone  | 212,5 |
| 5    | Nora Midtsundstad          | Norvegia  | 206,6 |
| 6    | Ajda Košnjek               | Slovenia  | 204,4 |
| 7    | Ingvild Synnøve Midtskogen | Norvegia  | 203,2 |
| 8    | Klára Ulrichová            | Rep. Ceca | 201,4 |
| 9    | Sina Arnet                 | Svizzera  | 194,9 |
| 10   | Michelle Göbel             | Germania  | 194,2 |

Data: 2 febbraio

Ore: 12.30 (UTC-8)

Trampolino: Whistler Olympic Park Ski Jumps HS104

##### Gara a squadre
| Pos. | Nazione     | Atleti                                                                   | Punti |
| ---- | ----------- | ------------------------------------------------------------------------ | ----- |
| 1    | Giappone    | Nagomi Nakayama Yuzuki Satō Kurumi Ichinohe Ringo Miyajima               | 805,3 |
| 2    | Slovenia    | Ajda Košnjek Nika Vetrih Taja Bodlaj Nika Prevc                          | 785,5 |
| 3    | Germania    | Anne Häckel Lia Böhme Anna-Fay Scharfenberg Michelle Göbel               | 725,6 |
| 4    | Norvegia    | Frida Berger Ingvild Synnøve Midtskogen Kjersti Græsli Nora Midtsundstad | 697,5 |
| 5    | Italia      | Martina Zanitzer Anna Senoner Annika Sieff Noelia Vuerich                | 618,4 |
| 6    | Austria     | Meghann Wadsak Clara Mentil Elisa Deubler Julia Mühlbacher               | 559,2 |
| 7    | Stati Uniti | Estella Hassrick Adeline Swanson Sandra Sproch Josie Johnson             | 491,1 |
| 8    | Polonia     | Sara Tajner Wiktoria Przybyła Natalia Słowik Pola Bełtowska              | 471,0 |
| 9    | Finlandia   | Sofia Mattila Annamaija Oinas Anna Kerko Minja Korhonen                  | 184,0 |

Data: 4 febbraio

Ore: 15.05 (UTC-8)

Trampolino: Whistler Olympic Park Ski Jumps HS104

#### Sci di fondo

##### 10 km
| Pos. | Atleta                          | Nazione     | Tempo   |
| ---- | ------------------------------- | ----------- | ------- |
| 1    | Milla Grosberghaugen Andreassen | Norvegia    | 26:55,7 |
| 2    | Tuva Anine Brusvenn-Jensen      | Norvegia    | 27:01,8 |
| 3    | Marina Kälin                    | Svizzera    | 27:11,0 |
| 4    | Oline Vestad                    | Norvegia    | 27:20,7 |
| 5    | Tove Ericsson                   | Svezia      | 27:35,2 |
| 6    | Samantha Smith                  | Stati Uniti | 27:36,9 |
| 7    | Iris De Martin Pinter           | Italia      | 28:03,2 |
| 8    | Gina Del Rio                    | Andorra     | 28:08,6 |
| 9    | Eevi-Inkeri Tossavainen         | Finlandia   | 28:10,2 |
| 10   | Haley Brewster                  | Stati Uniti | 28:12,3 |

Data: 2 febbraio

Ore: 10.00 (UTC-8)

Tecnica libera

##### 20 km
| Pos. | Atleta                          | Nazione     | Tempo     |
| ---- | ------------------------------- | ----------- | --------- |
| 1    | Milla Grosberghaugen Andreassen | Norvegia    | 1:01:17,6 |
| 2    | Lisa Eriksson                   | Svezia      | 1:01:38,8 |
| 3    | Eevi-Inkeri Tossavainen         | Finlandia   | 1:01:51,5 |
| 4    | Iris De Martin Pinter           | Italia      | 1:01:53,1 |
| 5    | Marina Kälin                    | Svizzera    | 1:01:52,7 |
| 6    | Eva Ingebrigtsen                | Norvegia    | 1:02:15,4 |
| 7    | Elin Näslund                    | Svezia      | 1:02:56,9 |
| 8    | Tove Ericsson                   | Svezia      | 1:02:57,4 |
| 9    | Samantha Smith                  | Stati Uniti | 1:02:57,4 |
| 10   | Anniken Sand                    | Norvegia    | 1:02:59,3 |

Data: 30 gennaio

Ore: 10.05 (UTC-8)

Tecnica classica

Partenza in linea

##### Sprint
| Pos. | Atleta                          | Nazione     |
| ---- | ------------------------------- | ----------- |
| 1    | Eevi-Inkeri Tossavainen         | Finlandia   |
| 2    | Milla Grosberghaugen Andreassen | Norvegia    |
| 3    | Lisa Eriksson                   | Svezia      |
| 4    | Nadine Laurent                  | Italia      |
| 5    | Iris De Martin Pinter           | Italia      |
| 6    | Elin Näslund                    | Svezia      |
| 7    | Erica Laven                     | Svezia      |
| 8    | Samantha Smith                  | Stati Uniti |
| 9    | Ingeborg Andberg Stenersen      | Norvegia    |
| 10   | Tove Ericsson                   | Svezia      |

Data: 28 gennaio

Qualificazioni:

Ore: (UTC-8)

Finale:

Ore: 12.30 (UTC-8)

Tecnica classica

### Misto

#### Combinata nordica

##### Gara a squadre
| Pos. | Atleta      | Nazione                                                               | Tempo   |
| ---- | ----------- | --------------------------------------------------------------------- | ------- |
| 1    | Austria     | Kilian Gütl Lisa Hirner Annalena Slamik Paul Walcher                  | 37:02,9 |
| 2    | Germania    | Benedikt Gräbert Cindy Haasch Nathalie Armbruster Tristan Sommerfeldt | 37:04,0 |
| 3    | Italia      | Manuel Senoner Greta Pinzani Annika Sieff Iacopo Bortolas             | 38:03,7 |
| 4    | Norvegia    | Torje Seljeset Ingrid Låte Heidi Dyhre Traaserud Eidar Johan Strøm    | 40:00,0 |
| 5    | Finlandia   | Herman Happonen Minja Korhonen Alva Thors Eetu Pulju                  | 40:24,4 |
| 6    | Slovenia    | Matic Garbajs Brina Sušnik Teja Pavec Matija Zelnik                   | 41:19,2 |
| 7    | Stati Uniti | Skyler Amy Alexa Brabec Tess Arnone Carte Brubaker                    | 41:46,1 |

Data: 4 febbraio

1ª manche:

Ore: (UTC-8)

Trampolino: Whistler Olympic Park Ski Jumps HS104

2ª manche:

Ore: 11.00 (UTC-8)

2 frazioni da 5 km

2 frazioni da 2 km

#### Salto con gli sci

##### Gara a squadre
| Pos. | Nazione     | Atleti                                                                              | Punti |
| ---- | ----------- | ----------------------------------------------------------------------------------- | ----- |
| 1    | Slovenia    | Ajda Košnjek Rok Masle Nika Prevc Maksim Bartolj                                    | 920,2 |
| 2    | Giappone    | Nagomi Nakayama Ritsuta Sugiyama Kurumi Ichinohe Asahi Sakano                       | 875,2 |
| 3    | Germania    | Anna-Fay Scharfenberg Ben Bayer Michelle Göbel Sebastian Schwarz                    | 873,7 |
| 4    | Svizzera    | Emely Torazza Juri Kesseli Sina Arnet Remo Imhof                                    | 864,5 |
| 5    | Austria     | Julia Mühlbacher Stephan Embacher Meghann Wadsak Jonas Schuster                     | 857,4 |
| 6    | Polonia     | Natalia Słowik Kacper Tomasiak Pola Bełtowska Jan Habdas                            | 797,4 |
| 7    | Norvegia    | Ingvild Synnøve Midtskogen Richard Selbekk-Hansen Nora Midtsundstad Johannes Aardal | 796,5 |
| 8    | Rep. Ceca   | Klára Ulrichová David Rygl Anežka Indráčková Daniel Škarka                          | 775,6 |
| 9    | Francia     | Lilou Zepchi Jules Chervet Emma Chervet Enzo Milesi                                 | 373,7 |
| 10   | Stati Uniti | Sandra Sproch Tate Frantz Josie Johnson Erik Belshaw                                | 367,1 |

Data: 5 febbraio

Ore: 11.00 (UTC-8)

Trampolino: Whistler Olympic Park Ski Jumps HS104

#### Sci di fondo

##### Staffetta
| Pos. | Nazione     | Atleti                                                                                | Tempo   |
| ---- | ----------- | ------------------------------------------------------------------------------------- | ------- |
| 1    | Norvegia    | Milla Grosberghaugen Andreassen Lars Heggen Tuva Anine Brusvenn-Jensen Mathias Holbæk | 51:32,7 |
| 2    | Svezia      | Lisa Eriksson Elias Danielsson Tove Ericsson Erik Bergström                           | 52:06,2 |
| 3    | Italia      | Iris De Martin Pinter Davide Ghio Nadine Laurent Aksel Artusi                         | 52:12,9 |
| 4    | Svizzera    | Marina Kälin Fabrizio Albasini Siri Wigger Niclas Steiger                             | 52:18,4 |
| 5    | Finlandia   | Eevi-Inkeri Tossavainen Eero Rantala Elsa Torvinen Niko Anttola                       | 52:19,3 |
| 6    | Canada      | Alison Mackie Xavier McKeever Alexandra Luxmoore Luke Allan                           | 53:18,3 |
| 7    | Stati Uniti | Samantha Smith Luka Riley Haley Brewster Jack Lange                                   | 53:23,4 |
| 8    | Francia     | Léonie Besson Ivan Essonnier Liv Coupat Charly Deuffic                                | 53:27,1 |
| 9    | Giappone    | Yuka Yamazaki Shunsuke Koike Harune Kamakura Daito Yamazaki                           | 53:31,3 |
| 10   | Polonia     | Zuzanna Fujak Piotr Jarecki Daria Szkurat Łukasz Gazurek                              | 53:56,6 |

Data: 4 febbraio

Ore: 19.00 (UTC-8)

2 frazioni da 5 km a tecnica classica

2 frazioni da 5 km a tecnica libera

## Medagliere per nazioni
| Pos. | Nazione   | Oro | Argento | Bronzo | Totale |
| ---- | --------- | --- | ------- | ------ | ------ |
| 1    | Norvegia  | 4   | 4       | 2      | 10     |
| 2    | Finlandia | 3   | 1       | 2      | 6      |
| 3    | Austria   | 2   | 1       | 4      | 7      |
| 4    | Italia    | 2   | 0       | 2      | 4      |
| 5    | Germania  | 1   | 3       | 2      | 6      |
| 6    | Svezia    | 1   | 3       | 1      | 5      |
| 7    | Slovenia  | 1   | 2       | 1      | 4      |
| 8    | Giappone  | 1   | 1       | 0      | 2      |
| 9    | Canada    | 1   | 0       | 0      | 1      |
| 10   | Polonia   | 0   | 1       | 1      | 2      |
| 11   | Svizzera  | 0   | 0       | 1      | 1      |